# Kevin Mahaney
Kevin Mahaney, född den 31 mars 1962 i Bangor, Maine, är en amerikansk seglare.
Han tog OS-silver i soling i samband med de olympiska seglingstävlingarna 1992 i Barcelona.